# The Analog Thing
The Analog Thing (Eigenschreibweise "THE ANALOG THING", Abkürzung THAT) ist ein kleiner universeller Analogrechner, der von der anabrid GmbH hergestellt wird.
Die Produktion begann im Jahre 2021. Das System ist in erster Linie auf den Wissenschafts- und Bildungsmarkt ausgerichtet.
Die Konstruktion basiert auf einer offenen Systemarchitektur, d. h. es handelt sich um Open-Source-Hardware.

## Übersicht
The Analog Thing ist mit acht einstellbaren Koeffizienten (realisiert als Potentiometer), fünf analogen Integratoren, vier Summierern, zwei Multiplizierern, zwei Komparatoren und mehreren Invertern, Widerstandsnetzwerken, Dioden und Z-Dioden ausgestattet.
Der Rechner hat vier analoge Ausgänge, die z. B. mit einem Oszilloskop, Analog-Digital-Wandlern oder Voltmetern verbunden werden können.
Das System kann mit Patchkabeln programmiert werden, mit denen Komponenten auf einem Steckfeld verbunden werden. Darüber hinaus kann es teilweise auch über einen Hybridport von einem Digitalrechner gesteuert werden.
Wenn eine Anwendung mehr Rechenelemente benötigt als auf einer einzelnen Maschine zur Verfügung stehen, dann können ein oder mehrere THATs über eine Master/Slave-Schnittstelle (MASTER- und MINION-Ports) gekoppelt werden.

## Öffentliche Wahrnehmung
Im Jahre 2024 erhielt The Analog Thing für seine Konstruktion den iF Design Award und den Red Dot Design-Preis. Das Red Dot-Komitee stellte in seiner Würdigung die platinenähnliche Erscheinung, die vielfältige Nutzbarkeit und die zukunftsorientierte Konzeption heraus.

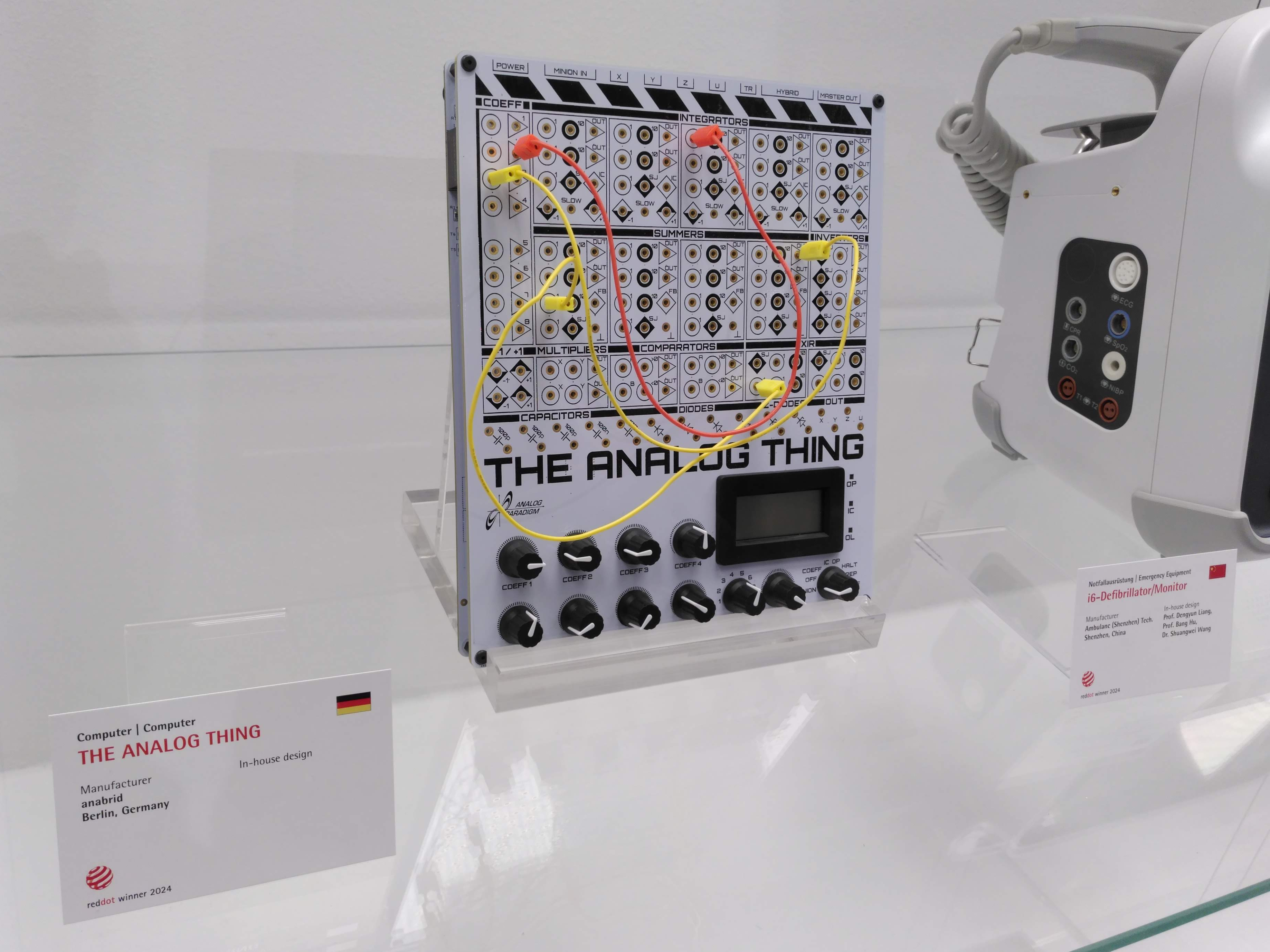
Ausgestelltes Exemplar im red dot design museum in Essen
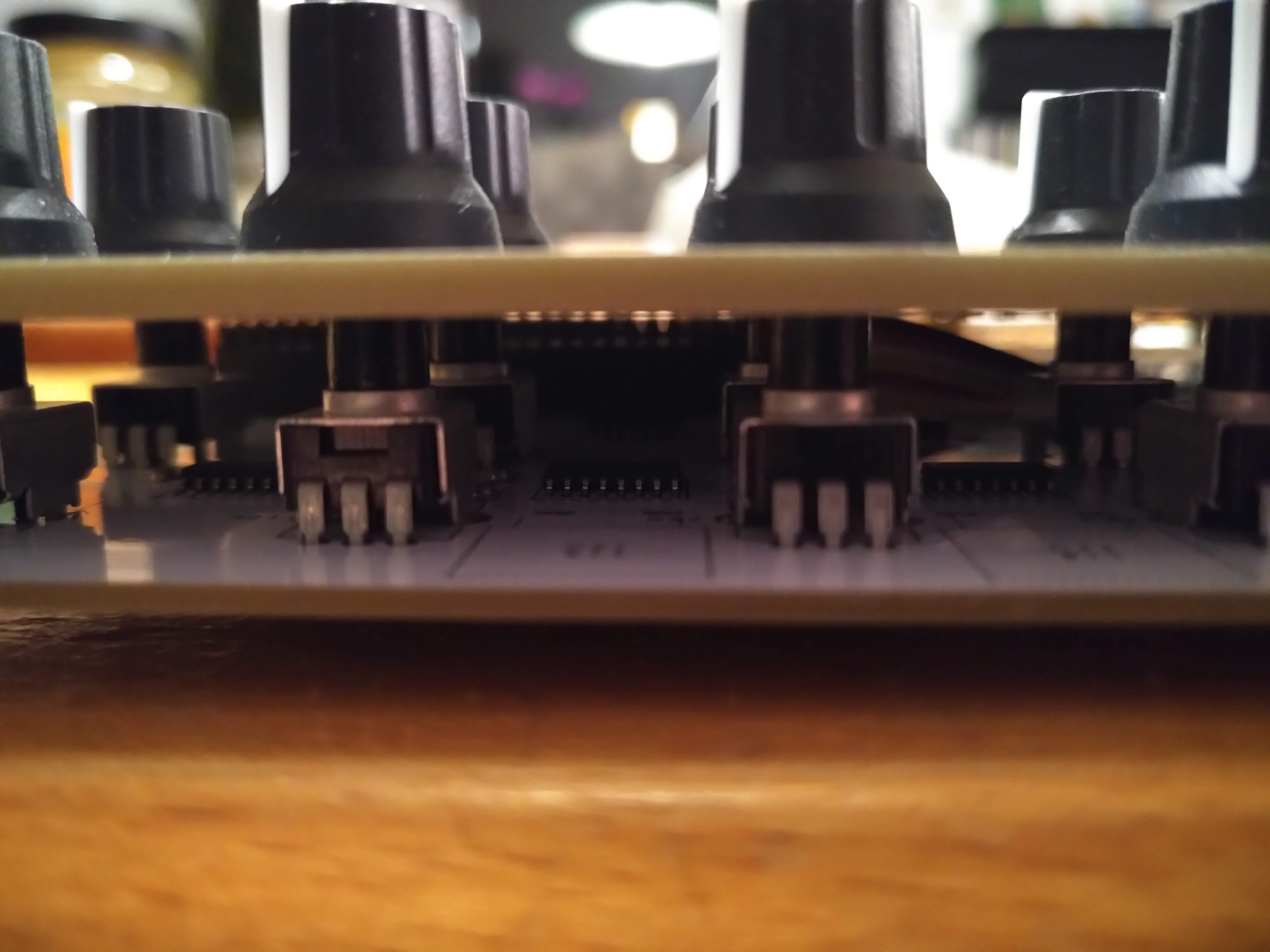
THE ANALOG THING (Detailansicht).
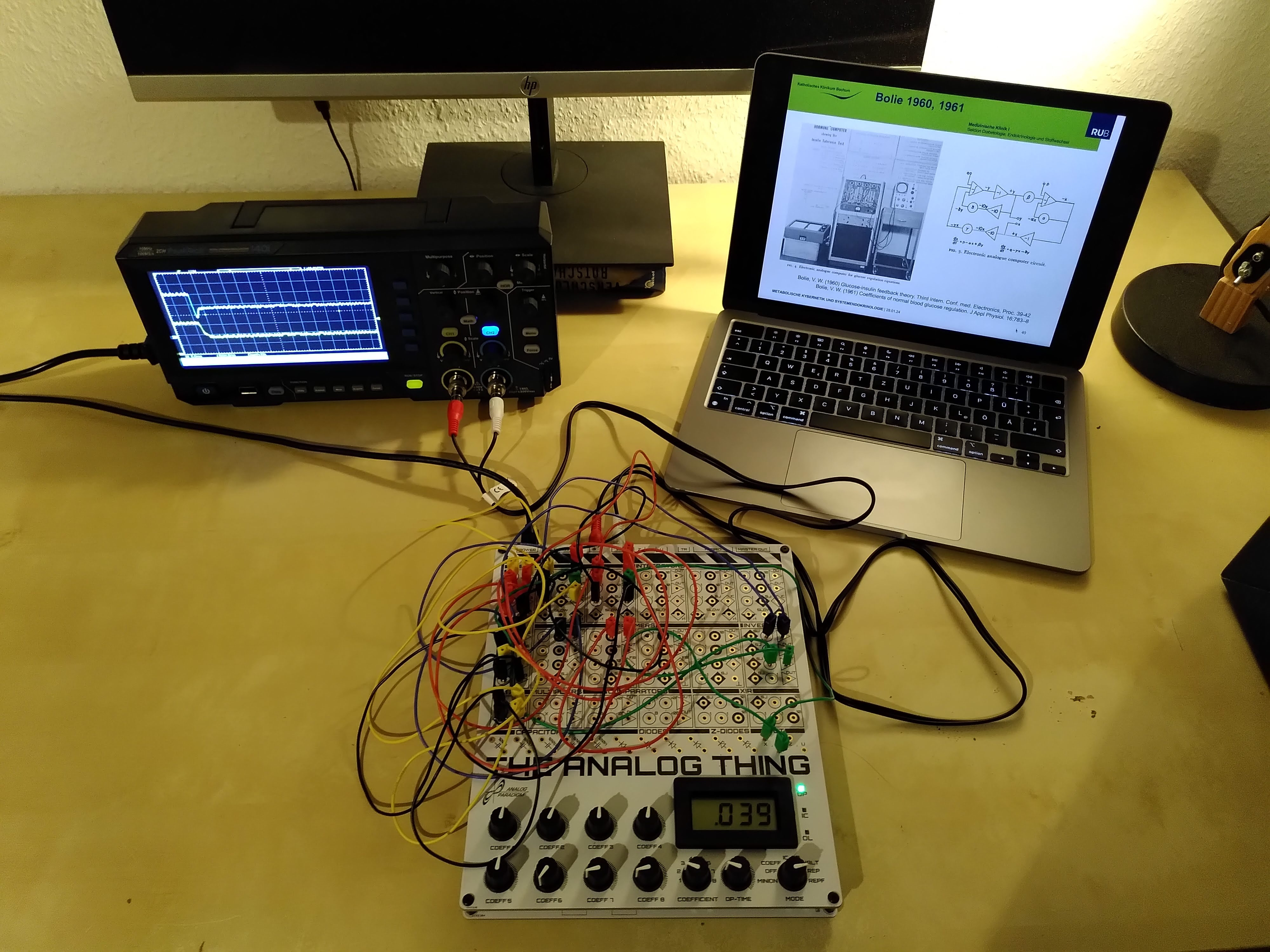
Modell der Insulin-Glukose-Homöostase nach Bolie, simuliert mit THE ANALOG THING.
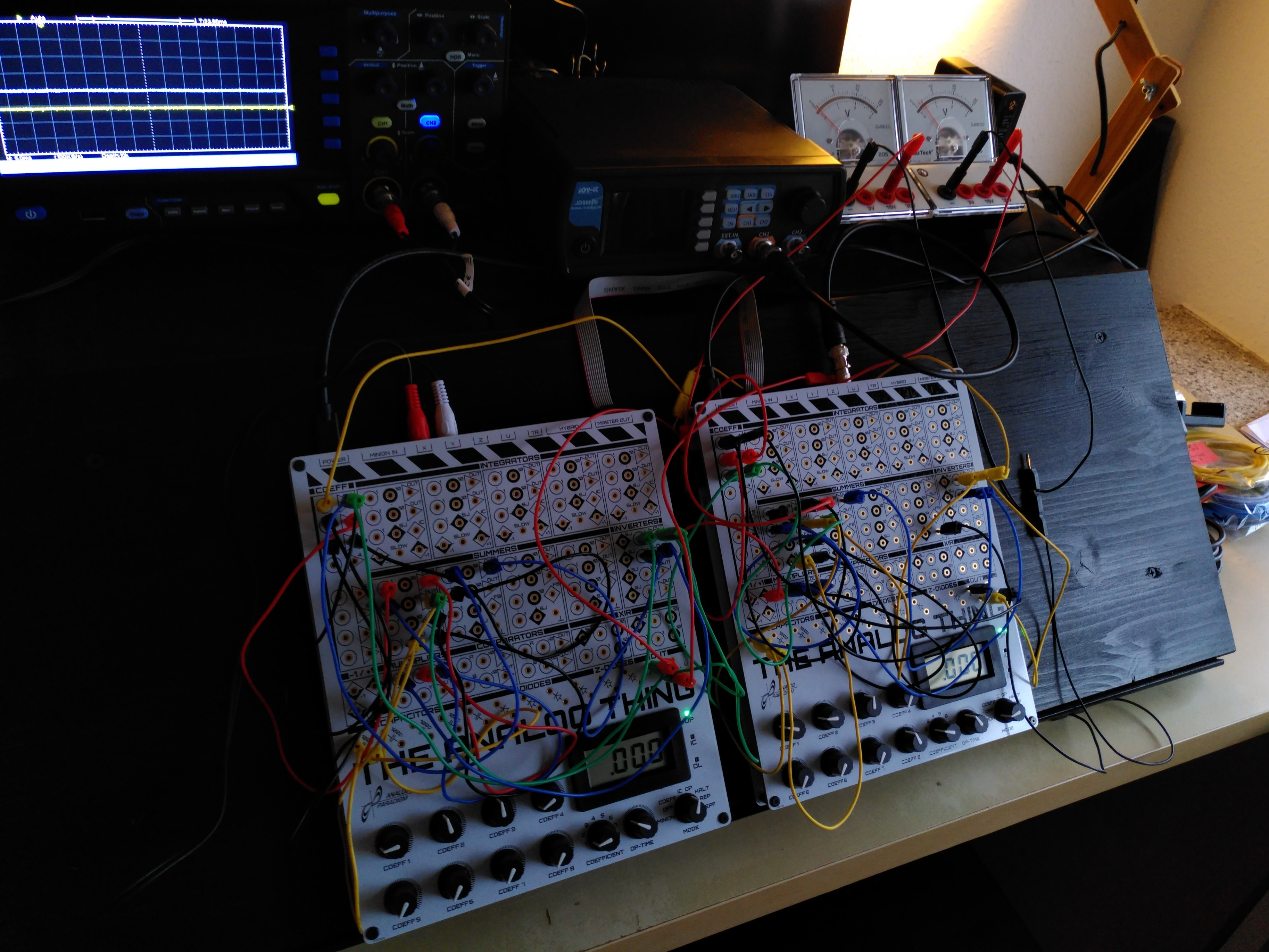
Zwei Rechner, die über die MASTER/MINION-Schnittstelle gekoppelt sind.